# Panzer Dragoon: Remake
Panzer Dragoon: Remake est un jeu vidéo d'action de type rail shooter sorti en version téléchargeable sur Nintendo Switch le 26 mars 2020 eu Europe et le lendemain en Australie et en Nouvelle-Zélande.Le jeu sort également le 1er juin 2020 sur Google Stadia. Il est aussi annoncé sur Steam. Le jeu est développé par Megapixel Studio et édité par Forever Entertainment sous licence Sega. Il fait partie de la franchise Panzer Dragoon.

## Système de jeu
Panzer Dragoon: Remake reprend le système du premier Panzer Dragoon, sorti sur Saturn en 1995. Les graphismes du jeu ont été entièrement revus.